# Dome A
Il Dome A (o Dome Argus) è la massima elevazione del Plateau Antartico; il nome deriva dal termine inglese dome, con significato di cupola o volta.
Si tratta di un'ampia area che, secondo le misurazioni effettuate da una spedizione cinese nel gennaio 2005, tocca i 4.093 m di quota (alle coordinate 80°22' lat. S, 77°21' long. E).
In questa regione, che si ritiene la più fredda della Terra, l'Australian Antarctic Division, in partnership con la Tasmanian company Climetrics Pty Ltd e in collaborazione col China Polar Region Research Center, nel 2005 ha reso operativa una stazione meteorologica automatizzata, denominata appunto Dome A (80°22' lat. S, 77°32' long. E, quota 4.084 m); tale stazione, con codice WMO numero 89577, il 27 luglio 2005 ha registrato un valore minimo di -82,5 °C (secondo fonti cinesi -82,3 °C). 
Secondo i dati rilevati nella calotta, a 10 m di profondità, con -58,4 °C di temperatura media annua, Dome A sarebbe il luogo più freddo della Terra. 
Nell'ambito dei progetti cinesi di ricerca per gli anni 2006-2010 nelle regioni polari, che il governo di Pechino ha finanziato con 500 milioni di yuan (circa 50 milioni di euro), a Dome A è stata realizzata una base estiva.

## Temperatura record
Il 10 agosto 2010 sul Dome A è stata misurata la temperatura più fredda mai registrata, pari a -93,2 °C, di quattro gradi inferiore al precedente record di trent'anni prima, di -89,2 °C registrato alla Base Vostok. 
Una ricerca statunitense, che si è concentrata sulle rilevazioni delle temperature da parte dei satelliti nel corso di trent'anni, ha scoperto che sulla dorsale dell'altopiano antartico orientale di Dome Argus, il 10 agosto 2010 sono stati toccati i -93,2 °C. Il dato è stato rilevato con gli strumenti del satellite Landsat 8, un progetto della NASA e dal (Servizio Geologico degli Stati Uniti). La temperatura è stata registrata sulla dorsale lunga 1000 chilometri che va dal Dome Argus al Dome Fuji, durante la lunga notte antartica invernale con il cielo limpido. Durante la notte antartica la temperatura scende rapidamente e, se i cieli restano limpidi per molti giorni di seguito, si creano strati di aria super-raffreddata in prossimità della superficie. Quello che si verifica è una sorta di paradosso climatico per il quale l'aria nello strato superficiale è più fredda di quella degli strati superiori. Avendo una densità maggiore l'aria tende a scivolare sui crinali e, una volta intrappolata in sacche, si raffredda ulteriormente. Ecco come si è arrivati al record di -93,2 °C.
Se questa temperatura è stata rilevata indirettamente, quella del precedente record fu registrata direttamente. La temperatura più fredda in luoghi abitati è di -67,8 °C, ed è condiviso da due rilevazioni effettuate in Siberia nei villaggi di Verkhojansk (1892) e di Ojmjakon (1933).
La notizia del nuovo record è stata diffusa lunedì 9 dicembre 2013, durante il congresso dell'Unione Geofisica Statunitense di San Francisco.